# George C. Perkins
George C. Perkins (Kennebunkport, 1839. augusztus 23. – Oakland, 1923. február 26.) az Amerikai Egyesült Államok szenátora (Kalifornia, 1893–1915).